# Pery Broad
Pour les articles homonymes, voir Broad.
Pery Broad né le 25 avril 1921 à Rio de Janeiro, Brésil, et mort le 28 novembre 1993 à Düsseldorf, Allemagne, est un Unterscharführer SS, membre du personnel SS du camp d'extermination d'Auschwitz de 1942 à 1945. Il fait partie du service de surveillance puis de la section politique (Gestapo) du camp.

## Biographie
Il est né à Rio de Janeiro en 1921, il arrive à Berlin avec sa mère à l'âge de cinq ans. Il étudie à l'université technique de Berlin.
En 1931, Pery Broad fait partie de la Hitlerjugend, les jeunesses hitlériennes. En 1941, il entre dans la SS, puis se porte volontaire pour la Waffen SS. En raison de sa forte myopie, il est démobilisé en avril 1942 et intègre le personnel d'Auschwitz comme garde de sécurité. En juin, il intègre la Politische abteilung, la Gestapo du camp dans le service des enquêtes et interrogatoires. ll reste à Auschwitz jusqu'à l'évacuation du camp au début de 1945. Il est capturé par les troupes britanniques le 6 mai 1945. Il rédige un long mémoire très détaillé sur Auschwitz qu'il remet au Secret Intelligence Service (SIS) dans lequel il relate très précisément le fonctionnement des chambres à gaz.

« à quelque distance du camp de Birkenau, il y avait deux chaumières [...] les maisons n'avaient pas de fenêtres, leurs portes étaient étonnamment robustes, munies de garnitures hermétiques en caoutchouc et de fermetures à vis [...] La colonne des camions est souvent venue ici pour y conduire les condamnés à l'asphyxie par le gaz. Ils devaient se déshabiller dans les baraques puis on les enfournait dans les chambres à gaz [...] comme lors des gazages effectués dans le vieux crématorium d'Auschwitz, le désinfecteur accomplissait sa tâche. »

Le 14 décembre 1945, à Minden il fait une déclaration sous serment où il reprend l'essentiel de son mémoire. Le 20 octobre 1947, il dépose au tribunal de Nuremberg. Il est relâché en 1947. Il est de nouveau arrêté douze ans plus tard, libéré en décembre 1960 après le paiement d'une caution de 50 000 DM. En novembre 1964, il est arrêté une nouvelle fois et jugé à Francfort-sur-le-Main au cours du second procès du personnel d'Auschwitz. Il est reconnu coupable d'avoir supervisé des sélections à Birkenau, participé à des interrogatoires, des tortures et des exécutions et est condamné à quatre ans de prison en 1965.